# خلدرلند
خِلدَرلَند أو (نقحرة: خيلدرلاند) Gelderland  مقاطعة من مقاطعات هولندا.

## البلديات
تتكون خِلدرلَند من 54 بلدية كالتالي:

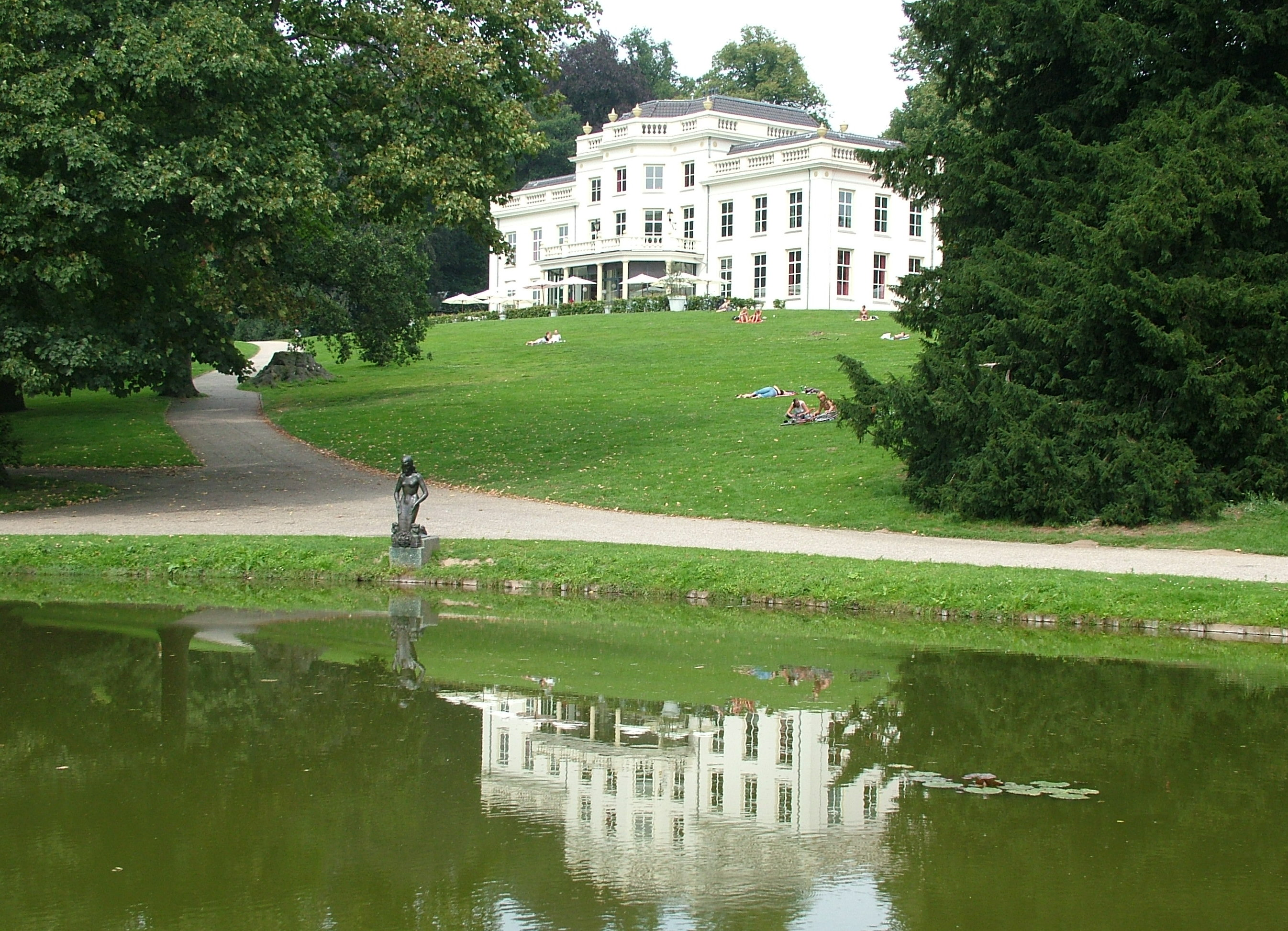
فيلا سونسبيك بمتنزه سونسبيك بمدينة آرنم

| - آلتن - آبلدورن - آرنم - بارنيفيلد - بيرخ آن دال - بيركيلاند - بونينجن - برونكهورست - برومن - بورين - كولمبورخ - دوسبورخ | - دوتينخيم - دروتن - داوفن - إيده - إلبورخ - إيبه - إيرميلو - خيلدرمالسن - هاردرفايك - هاتيم | - هيرده - هومين - لينجيفال - لينجافارد - لوخيم - ماسدريل - مونتفيرلاند - نيدر- بيتواه - نيراينن - نايكيرك | - نايميخن - نونسبيت - أولدابروك - أوست خيلره - آودا آيسلستريك - أوفربيتوا - بوتن - رينكوم - ريدن - راينفاردن - روزندال | - سخيربنزيل - تيل - فورست - فاخينينجن - فيست ماس آن فال - فيسترفورت - فايخن - فينترسفايك - زالتبومل - زيفينار - زوتفن |

### البلديات الملغية
في 1 يناير 2000 أدمجت بلدية هوفيلاكن في نايكيرك.
والبلديات التالية ألغت في 1 يناير 2005، انظر المزيد (بالهولندية) لمزيد من المعلومات المفصلة عن التغييرات.
وهذه البلديات أدمجت مع جيرانها:
- أدمجت بلدية آنجيرلو في زيفينار
- أدمجت بلدية دينكسبيرلو في آلتن
- أدمجت بلدية جورسل في لوخيم
- أدمجت بلدية ليختنفورده في جرونلو التي أعيد تسميتها إلى أوست جيلره عام 2006
- أدمجت بلدية فارنسفيلد في زوتفن
- أدمجت بلدية فيل في دوتنخيم

وهذه البلديات قد أدمجت وأعطت اسماً جديداً:
- بوركولو، آيبيرخن، نيدا، ورورلو أصبحت بيركيلاند
- هينجلو، هوميلو آن كيبل، ستينديرين، فوردن، وزيليم أصبحت برونكهورست
- بيرخ وديدام أصبحت مونتفيرلاند
- خيندرينجن وويس أصبحت آودا آيسلستريك

وفي يناير 2015 تم إدماج البلديتين: 
- ميلينجن آن دي راين
- أوببيرخن

في بلدية خروسبيك
وفي يناير 2016 تم تغيير اسم خروسبيك إلى بيرخ آن دال.